# 百々の滝
百々の滝（どんどのたき）は、徳島県美馬市穴吹町三島にある大谷川の滝。落差は7m。

## 地理
穴吹川の支流である大谷川にかかる滝で、水量豊富な清流が結晶片岩の垂直層をなだれ落ちる。源義経の馬の足跡と武蔵坊弁慶のゲタの歯型が残っているといわれる。
下駄の歯型は滝壺付近の岩の上に2つあり、弁慶が地団駄を踏んでつけたと言われている。落差7mで滝壺もあり、穴吹町十景の一つにも選ばれている。また滝の主である七つの龍頭を持つ大蛇が潜んでいるという言い伝えが残る。

## 交通
- JR徳島線「穴吹駅」より車で約25分。